# 𫫇泼西汀
𫫇泼西汀（INN：esreboxetine；开发代号：AXS-14、PNU-165442G），或译埃巴西汀，是一种选择性去甲肾上腺素再摄取抑制剂。该药物由辉瑞公司开发，用于治疗神经性疼痛和纤维肌痛，但未能显示出比目前可用药物显着的益处，因此已停产。它是瑞波西汀的(S,S)-(+)-对映体。相比之下，𫫇泼西汀作为去甲肾上腺素再摄取抑制剂更具选择性。
然而，最近发现𫫇泼波西汀对纤维肌痛患者有效。